# Radciîți, Ovruci
Radciîți (în ucraineană Радчиці) este un sat în comuna Hladkovîci din raionul Ovruci, regiunea Jîtomîr, Ucraina.

## Demografie
Componența lingvistică a localității Radciîți
     Ucraineană (97,41%)
     Rusă (2,44%)
     Alte limbi (0,15%)
Conform recensământului din 2001, majoritatea populației localității Radciîți era vorbitoare de ucraineană (97,41%), existând în minoritate și vorbitori de rusă (2,44%).